# Sedum obtrullatum
Sedum obtrullatum är en fetbladsväxtart som beskrevs av Kun Tsun Fu. Sedum obtrullatum ingår i Fetknoppssläktet som ingår i familjen fetbladsväxter. Inga underarter finns listade i Catalogue of Life.